# USA (アルバム)
『USA』（ユーエスエー）は、キング・クリムゾンの2作目のライブ・アルバム。1974年4月から7月までの間に行なわれたアメリカ・ツアーの音源を収録しており、彼等が同年10月に解散した後、1975年4月に発表された。

## 解説
1974年10月、キング・クリムゾンはロバート・フリップ（ギター、メロトロン）、ジョン・ウェットン（ベース、ヴォーカル）、ビル・ブルーフォード（ドラムス、パーカッション）の顔ぶれでアルバム『レッド』を発表すると同時に解散した。翌1975年、フリップはキング・クリムゾンの管理会社だったEGマネージメントと話し合って、『レッド』の制作の前にデヴィッド・クロス（ヴァイオリン、メロトロン）を含む4人編成で行なったアメリカ・ツアーのライヴ・アルバムを発表することを決めた。
フリップはウェットンに協力を要請し、2人は一週間に渡って毎日6時間、オリンピック・スタジオでツアーからの録音を聴き、1974年6月28日のアズベリー・パーク公演と同月30日のウィルミントン公演の録音を選んだ。そしてEGマネージメントが管理していたロキシー・ミュージックのエディ・ジョブソン（ヴァイオリン、キーボード）を招いて、「太陽と戦慄パートII」（28日収録）と「21世紀のスキッツォイド・マン」（30日収録）のヴァイオリンと「人々の嘆き」（28日収録）のピアノのダビングを任せた。
コンサートのオープニング曲だった「太陽と戦慄パートII」の冒頭には、フリップがブライアン・イーノと共同制作したアルバム『ノー・プッシーフッティング』（1973年）の収録曲「ヘヴンリー・ミュージック・コーポレーション」の一部がテープで再生されている。
現在、ロバート・フリップの主宰するレコード会社「ディシプリン・グローバル・モービル」の公式サイトで、このライヴのオーヴァーダブ前の音源が有料配信されており、コレクター音源としてCD化もされた。
2013年に40周年記念盤のCD+DVDが発売された。CDには編集前のアズベリー・パーク公演の新ミックスが、DVDには編集前のアズベリー・パーク公演、2002年にCD化された際の『USA』音源が収録された。

## 収録曲

### Side 1
1. 太陽と戦慄パートII  –  LARKS' TONGUES IN ASPIC PART II
Fripp
2. 人々の嘆き  –  LAMENT
Fripp, Wetton, Palmer-James
3. 放浪者  –  EXILES
Cross, Fripp, Palmer-James

### Side 2
1. アズベリー・パーク  –  ASBURY PARK
Cross, Fripp, Wetton, Bruford
2. イージー・マネー  –  EASY MONEY
Fripp, Wetton, Palmer-James
3. 21世紀のスキッツォイド・マン  –  21st CENTURY SCHIZOID MAN
Fripp, McDonald, Lake, Giles, Sinfield

### 30th Anniversary Editionに追加収録
1. 突破口  –  FRACTURE
Fripp
2. スターレス  –  STARLESS
Cross, Fripp, Wetton, Bruford, Palmer-James

## メンバー
- ロバート・フリップ  –  ギター、メロトロン
- ジョン・ウェットン  –  ベース、ボーカル
- ビル・ブルーフォード  –  ドラムス、パーカッション
- デヴィッド・クロス  –  ヴァイオリン、メロトロン

## クレジット
| - David Cross – Violin and Keyboards - Robert Fripp – Guitar and Mellotron - John Wetton – Bass and Voice - William Bruford – Percussives                                                                                                   |
| |
| - Remix assistance - Eddie Jobson, Violin on 'Larks' Tongues' 'Schizoid Man' and piano on 'Lament' - George Chikiants recording engineer throughout - Recorded live by the Record Plant N.Y.C. June 1974 - Mixed at Olympic Studios, London |
| |
| - Road Team - Peter Walmsley, Chris Kettle, Tex Read, Harvey Baker, Nick Bell - Cover – Nicholas de Ville - Typography – Bob Bowkett, C.C.S. - Photography – Willie Christie                                                                |
| |
| - Kirlian Photograph inset on back cover by joe Pizzo, David Zink - and Riley Jackson of Lamar University, Beaumont, Texas |
| |
| With thanks to Atlantic Records, Island Records, Premier Talent and Chrysalis |
| |
| Our special thanks to Dik Fraser |
| |
| A Crimson Production for E.G. Records. |
| |
| R.I.P. |